# Mezőtelki
Mezőtelki (Telechiu), település Romániában, a Partiumban, Bihar megyében.

## Fekvése
Élesdtől nyugatra, a Sebes-Körös közelében, Cécke és Pósalaka közt fekvő település.

## Története
Mezőtelki egykor Telegd tartozéka volt. A 13. században már a Bécsi-kódex is említette.
A pápai tizedjegyzékben Teluki néven jegyezték fel. A falu a  Csanád nemzetségből származó Thelegdy család birtoka volt, és a Telegdy család kihaltáig az uradalmához tartozott.
Az 1800-as évek elején a báró Huszár, a gróf Haller és a gróf Korniss, Telegdi családok voltak a település birtokosai.

## Nevezetességek
- Református temploma – 1790-ben épült
- Görögkeleti ortodox temploma – 1940 körül épült.

## Ismert személyek
- Itt született Nánássy Imre (1892–1940) magyar ügyvéd, országgyűlési képviselő.